# Pawel Wladimirowitsch Tarakanow

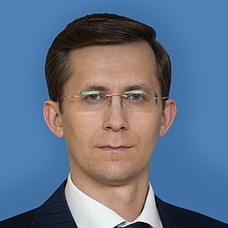
Pawel Tarakanow (2018)

Pawel Wladimirowitsch Tarakanow (russisch Павел Владимирович Тараканов; * 21. Juni 1982 in Chișinău) ist Vorsitzender der russischen Jugendorganisation Iduschtschije wmeste, Politiker der LDPR und Mitglied der Duma, des russischen Parlaments.

## Biographie
Tarakanow ließ sich 1998 an der Staatlichen Technischen Universität Moskau einschreiben, wechselte jedoch später an die Tschetschenische Staatliche Universität und absolvierte dort ein Studium der Rundfunktechnik im Jahr 2003.
Von 2012 bis 2018 war Tarakanow als stellvertretender Gouverneur der Oblast Tjumen tätig.
Nachdem der Gründer Wassili Jakemenko die Organisation im April 2005 verlassen hatte, übernahm Pawel Tarakanow die Position des Vorsitzenden. In der 5. Amtsperiode der russischen Duma wurde Tarakanow zum Vorsitzenden des Ausschusses für Jugend ernannt. Am 17. September 2018 wurde er Mitglied des Föderationsrates der Oblast Tjumen.
Wegen der Unterstützung des russischen Angriffskrieges gegen die Ukraine wurde Tarakanow auf die Sanktionsliste der EU gesetzt.